# Braque hongrois à poil dur
Pour les articles homonymes, voir Braque hongrois.
Le braque hongrois à poil dur (en hongrois : drótszőrű magyar vizsla) est une race de chien originaire de Hongrie. Il s'agit d'un braque de taille moyenne, à la robe à poil dur et de couleur froment-doré (fauve). 
Le chien d'arrêt allemand à poil dur a joué un rôle dans son développement pour sa robe qui convient mieux au climat froid.
Il existe une variété à poil court, de taille plus petite, et considérée comme une race différente : le braque hongrois à poil court.

## Historique
D’origine hongroise, le braque hongrois à poil court est à l'origine un chien de la noblesse hongroise qui aurait suivi l'implantation du peuple hongrois. Son origine exacte n'est pas bien définie : il serait le résultat de croisement avec des chiens courants hongrois, peut-être le chien courant de Pannonie ou le transylvanien à pattes courtes, et un chien jaune turc,. Des documents décrivant des chiens ressemblant au braque hongrois à poil court existent dès le XIVe siècle. Des sujets de conformation proche sont notés dès le XVIIe siècle. À la fin du XIXe siècle, on organise en Hongrie des concours pour chiens d'arrêt auquel participe le braque hongrois et il est probable que des races de chiens de chasse étrangères aient joué un rôle dans son développement. 
Le braque hongrois à poil dur est né dans les années 1930 le braque hongrois à poil court et le chien d'arrêt allemand à poil dur. Le braque hongrois à poil court est bien mieux représenté que la race à poil dur.
En 2011, sous le gouvernement de Viktor Orbán a été adoptée en Hongrie une taxe sur les chiens dont le braque hongrois est exempté au motif d'être « de race hongroise », au sens de la Grande Hongrie,,.

## Standard

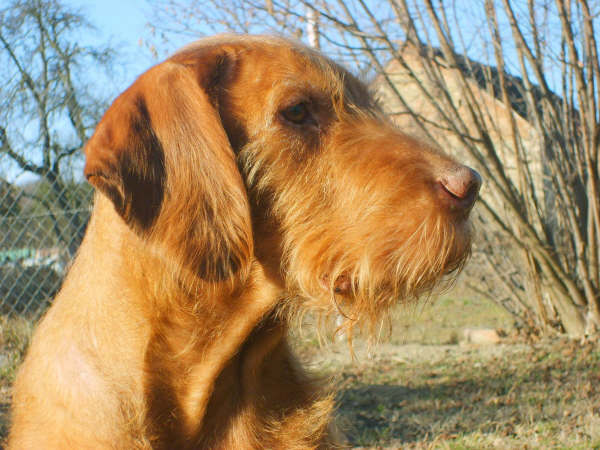
Portrait d'un braque hongrois à poil dur.

Le braque hongrois à poil dur est un braque de taille moyenne, de constitution robuste, sèche et sans poids superflu. La longueur du corps dépasse de peu la hauteur au garrot et la hauteur de la poitrine est un peu inférieure à la moitié de la hauteur au garrot. Attachée à hauteur moyenne, la queue est forte à sa naissance pour ensuite s’amenuiser progressivement. Lorsque la caudectomie n’est pas interdite par la loi, la queue peut être raccourcie d'un quart. En mouvement elle est relevée jusqu’à l’horizontale.
Le crâne est modérément large et légèrement bombé. Le museau est un peu plus court que la moitié de la longueur de la tête. Les yeux sont de forme légèrement ovale et de grandeur moyenne. Les paupières épousent bien la forme du globe oculaire. La couleur brune des yeux s’accorde avec celle de la robe, mais on préfère les yeux d’une nuance aussi foncée que possible. Les oreilles sont disposées légèrement en arrière et attachées à hauteur moyenne. Elles sont tombantes et l’extrémité de l’oreille forme un V arrondi. L’oreille est un peu plus courte que celle du braque hongrois à poil court.
Le poil est en « fil de fer », bien couché, fort, serré et mat. La poil de couverture mesure 2 à 3 cm avec un sous-poil dense et imperméable à l’eau. Les contours du corps ne doivent pas être masqués par la robe plus longue. Le poil est plus court, plus mou et un peu moins serré dans les régions inférieures des membres, sous la poitrine et sous le ventre. Sur la tête et aux oreilles, le poil est plus court et plus foncé. Les sourcils accusés et une barbe aussi dure que possible sans être trop longue, donnent une expression énergique au visage. Sur les côtés du cou, le poil en brosse forme un « V ». La robe est unicolore fauve, décrite comme froment-doré (semmelgelb). Les oreilles peuvent être d’une nuance plus foncée. Une petite marque blanche au poitrail ou dans la région de la gorge, dont le diamètre ne doit pas dépasser 5 cm, et des marques blanches sur les doigts ne sont pas pénalisées.

## Caractère
Le standard FCI décrit le braque hongrois à poil dur comme attaché au maître, facile à éduquer, réceptif et conscient de sa valeur. Il ne supporte pas d’être traité avec brutalité. Il a néanmoins besoin de fermeté. Il adore les enfants et sait être l’ami de toute la famille. 
Bien qu’excellents chiens de compagnie, le braque hongrois à poil dur est un chien de chasse qui a besoin de beaucoup d'exercice : la vie en appartement nécessite plusieurs sorties quotidiennes.

## Utilité

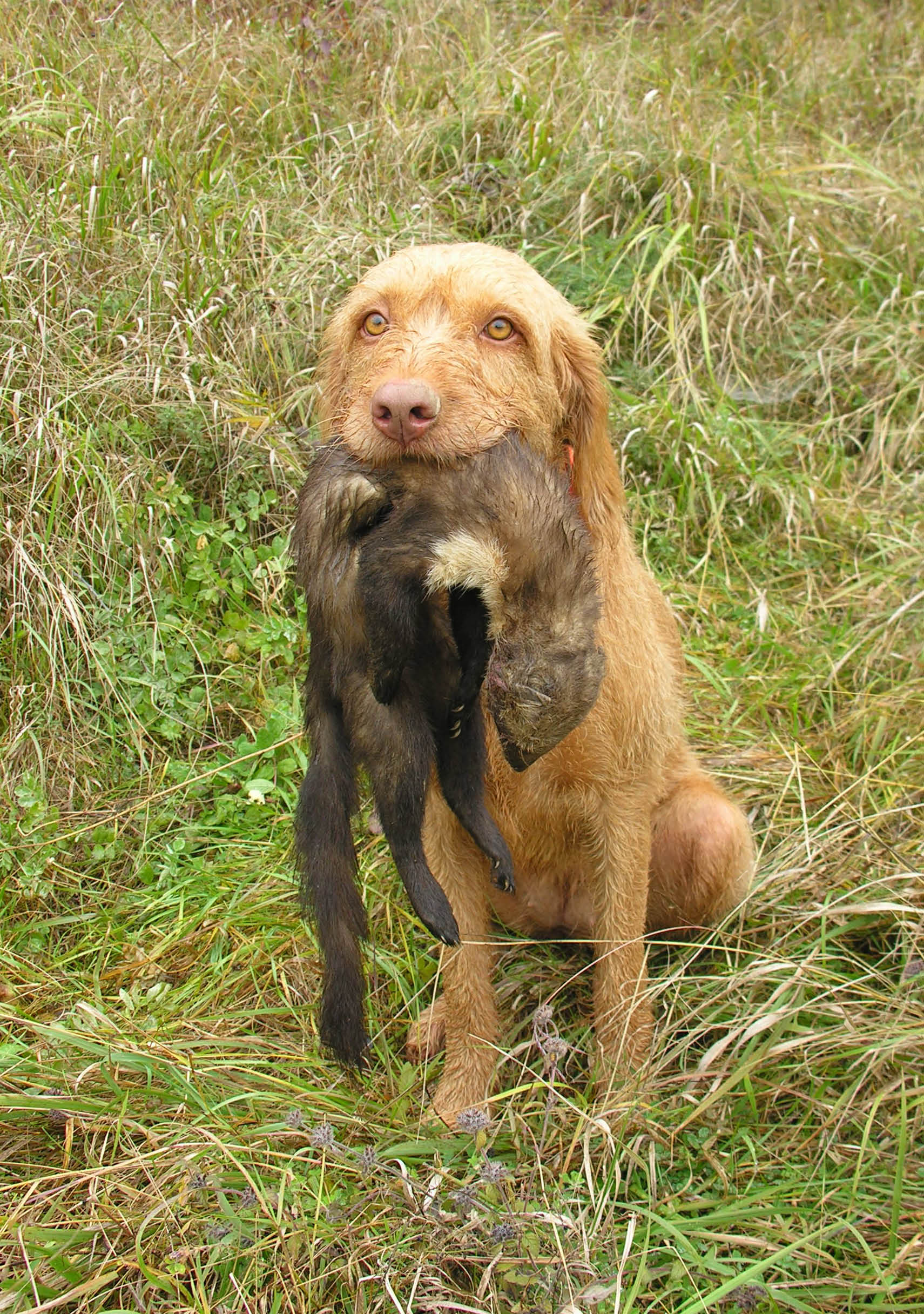
Braque hongrois à poil dur au rapport.

Le braque hongrois à poil dur est un chien de chasse polyvalent. Le dressage est facile. L'arrêt est ferme sur la plume comme sur le poil. Il est adapté à la chasse en plaine, au bois ou au marais. Il adore l’eau et peut suivre la voie à la nage. C'est un excellent chien de rapport. Avec un dressage spécifique, il peut être utilisé à la recherche au sang du grand gibier blessé. 
Le braque hongrois à poil dur est également un très bon chien de compagnie. Il est peu répandu en France, avec une trentaine de naissances par an.